# The Sims 3: Rajska wyspa
The Sims 3: Rajska wyspa (ang. The Sims 3: Island Paradise) – dziesiąty dodatek do gry komputerowej The Sims 3 przeznaczony na platformy Windows oraz Macintosh. Premiera dodatku odbyła się 27 czerwca 2013.

## Rozgrywka
W tym dodatku gracz może zbudować dla swojego Sima pływający dom i wysłać go w nieznane. Możliwe jest także nurkowanie, pływanie motorówką, żaglówką, skuterem wodnym, jeżdżenie na nartach wodnych oraz windsurfing. Oprócz tego Simowie mogą budować i prowadzić hotele i kurorty.
Nową postacią nadnaturalną jest syrena.

## Edycja limitowana
W skład edycji limitowanej wchodzą stroje i meble w stylu rozbitka.